# Copa dos Campeões
La Copa dos Campeões (o Coppa dei Campioni del Brasile) è stata una competizione calcistica brasiliana disputata dalle migliori squadre di ogni coppa regionale.
Il vincitore della Copa dos Campeões era automaticamente qualificato per la Coppa Libertadores dell'anno successivo.

## Coppe regionali
Queste le coppe regionali che garantivano l'accesso alla Copa dos Campeões:
- Copa do Nordeste
- Copa Centro-Oeste
- Copa Norte
- Copa Sul-Minas
- Torneo Rio-San Paolo

## Formato
Nel 2000 e nel 2001, la competizione è stata disputata da nove club. Era presente una fase preliminare chiamata "triangolare", a cui partecipavano i campioni della Copa Centro-Oeste e della Copa Norte e la seconda classificata della Copa do Nordeste. Queste squadre incontravano a vicenda in gare di sola andata e le due migliori venivano qualificate per la fase ad eliminazione diretta. Nella fase ad eliminazione diretta le squadre si affrontavano in partite con andata e ritorno. Nel 2000 la finale era in gara unica.
Nel 2002 è stata disputata da sedici club. Nel primo turno le squadre erano divise in quattro gruppi, le due migliori di ogni girone si qualificavano per i quarti di finale. Quarti e semifinali erano disputati in partite di sola andata, la finale andata e ritorno. Tutti gli incontri erano giocati in città delle regioni Norte e Nordeste.

## Vincitori
| 2000 Dettagli | Palmeiras | 2 - 1                 | Sport     | Flamengo  | San Paolo |
| 2001 Dettagli | Flamengo  | 5 - 3 2 - 3           | San Paolo | Cruzeiro  | Coritiba  |
| 2002 Dettagli | Paysandu  | 1 - 2 4 - 3 3 - 0 dtr | Cruzeiro  | Palmeiras | Flamengo  |

## Vittorie per squadra
| Squadra   | Stato          | Titoli | Anni |
| --------- | -------------- | ------ | ---- |
| Flamengo  | Rio de Janeiro | 1      | 2001 |
| Palmeiras | San Paolo      | 1      | 2000 |
| Paysandu  | Pará           | 1      | 2002 |

## Vittorie per stato
| Stato          | Titoli |
| -------------- | ------ |
| Pará           | 1      |
| Rio de Janeiro | 1      |
| San Paolo      | 1      |